# Ingria
Niet te verwarren met Ingrië, de regio in Noordoost-Europa.
Ingria is een gemeente in de Italiaanse provincie Turijn (regio Piëmont) en telt 50 inwoners (31-12-2004). De oppervlakte bedraagt 14,5 km², de bevolkingsdichtheid is 3 inwoners per km².

## Demografie
Ingria telt ongeveer 31 huishoudens. Het aantal inwoners daalde in de periode 1991-2001 met 25,6% volgens cijfers uit de tienjaarlijkse volkstellingen van ISTAT.
| Jaar | Inwoneraantal |
| ---- | ------------- |
| 1991 | 82            |
| 2001 | 61            |

## Geografie
Ingria grenst aan de volgende gemeenten: Ronco Canavese, Traversella, Frassinetto, Pont-Canavese, Sparone.

## Foto's

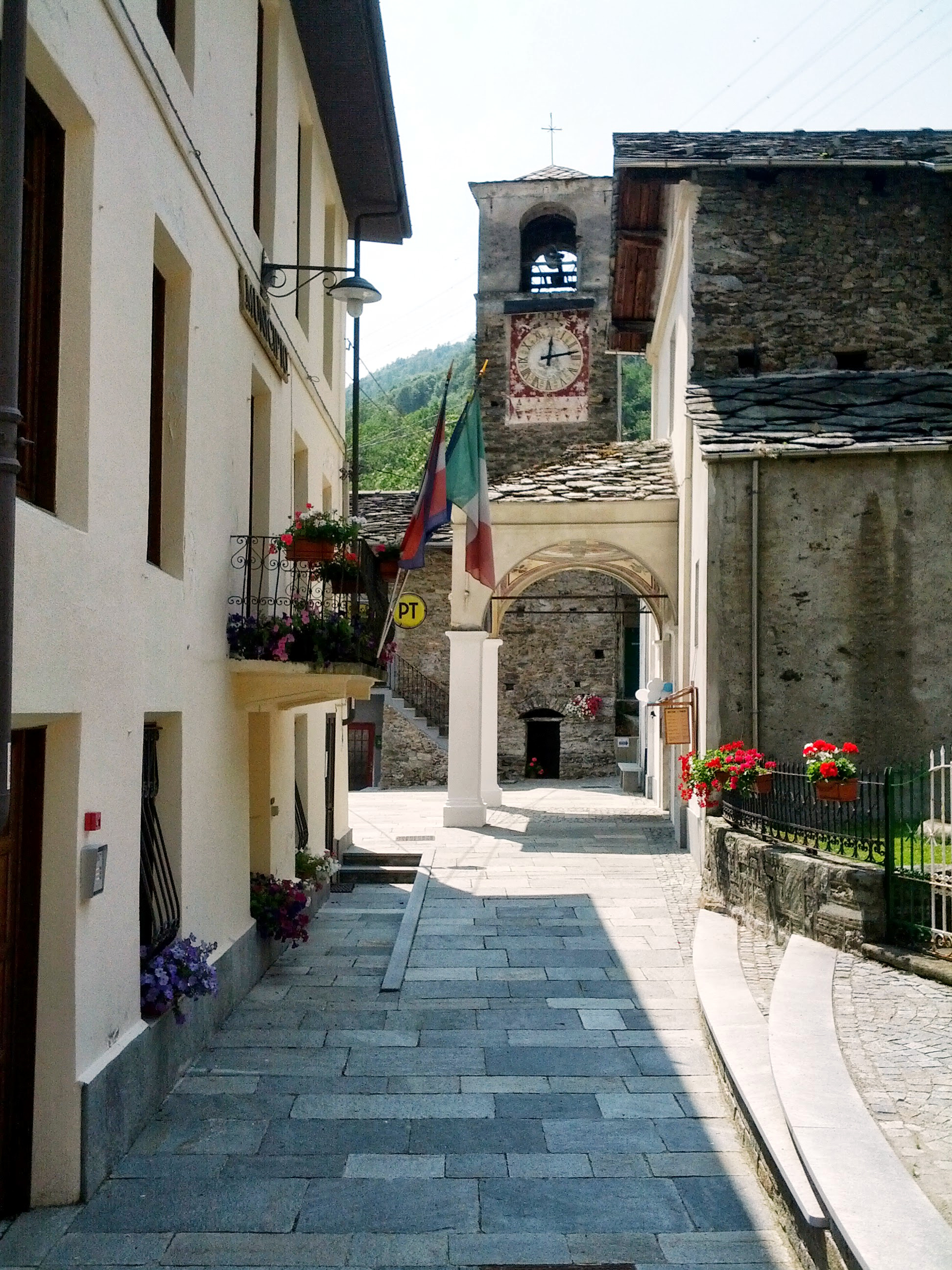
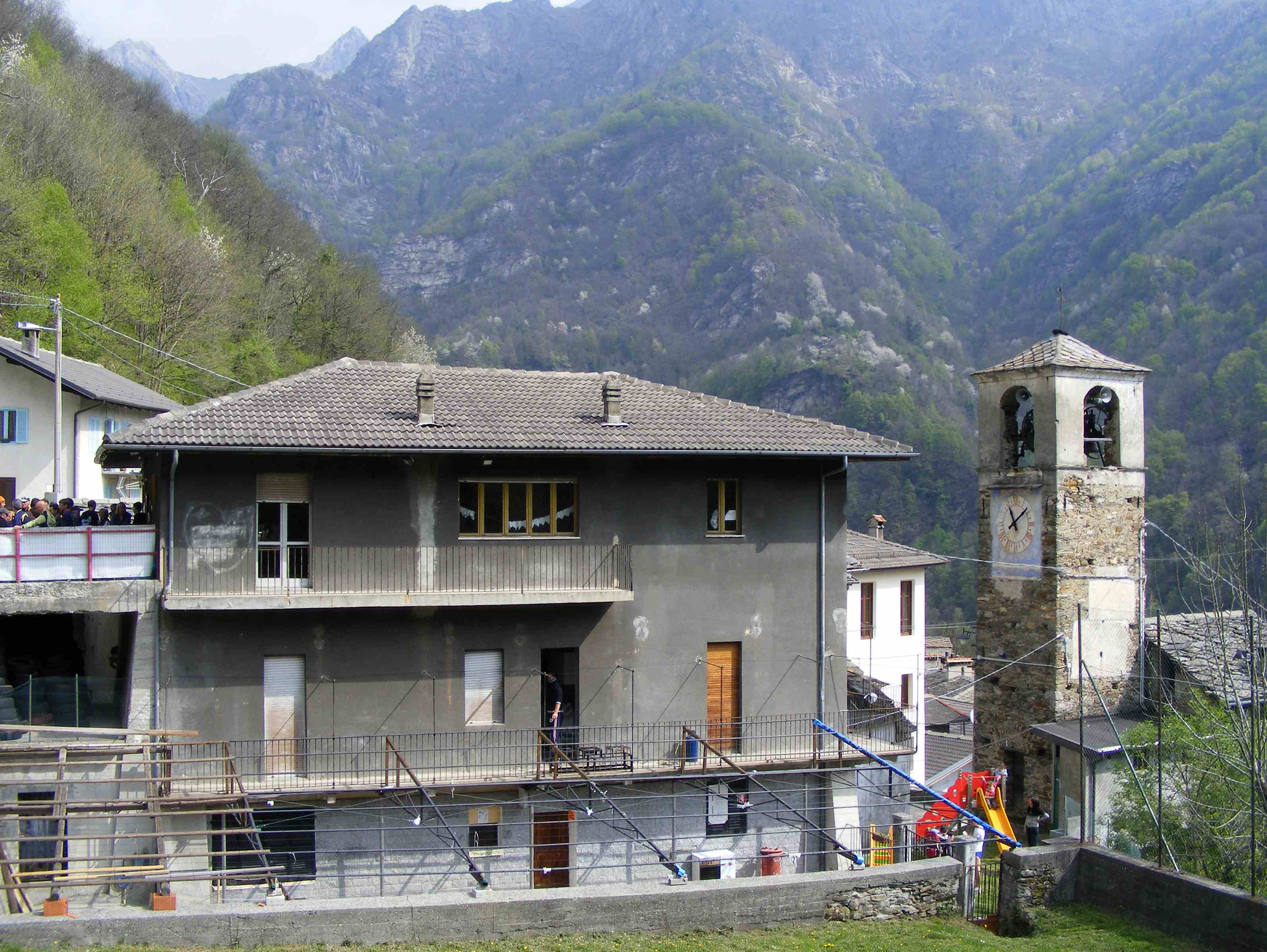

1. ↑  https://demo.istat.it/?l=it.